# Psara mahensis
Psara mahensis is een vlinder uit de familie van de grasmotten (Crambidae). De wetenschappelijke naam van deze soort is voor het eerst gepubliceerd in 1910 door Thomas Bainbrigge Fletcher.

## Verspreiding
De soort komt voor op de eilanden Mahé en Silhouette van de Seychellen.

## Waardplanten
De rups leeft op Tabebuia pallida (Bignoniaceae).